# Pelecopsis pasteuri
Pelecopsis pasteuri är en spindelart som först beskrevs av Lucien Berland 1936.  Pelecopsis pasteuri ingår i släktet Pelecopsis och familjen täckvävarspindlar.
Artens utbredningsområde är Tanzania. Inga underarter finns listade i Catalogue of Life.